# CV-370
La CV-370 es una carretera local de la Comunidad Valenciana, comunica Villamarchante con Pedralba.

## Nomenclatura

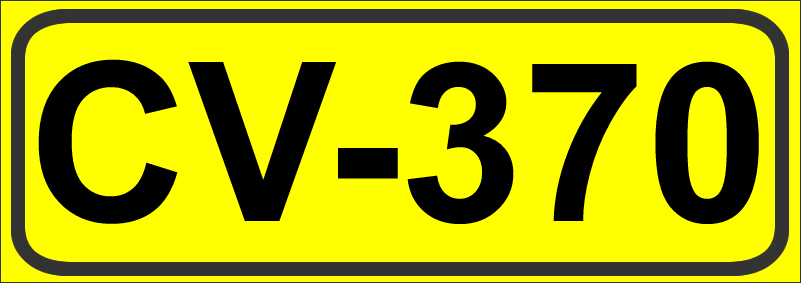
Indicador

La CV-370 es una carretera local que pertenece a la Diputación Provincial de Valencia, es una carretera que conecta las poblaciones de Villamarchante y Pedralba.Su nombre viene de la CV (que indica que es una carretera autonómica de la Comunidad Valenciana) y el 370, es el número que recibe dicha carretera, según el orden de nomenclaturas de las carreteras secundarias de la Comunidad Valenciana.

## Historia
La CV-370 tenía un trazado más largo que empezaba en el Aeropuerto de Manises y finalizaba en Pedralba, sustituyó a la carretera local VP-6116. Tras la nueva nomenclatura el tramo entre Manises y Villamarchante pasa a ser competencia de la Generalidad y se ha renombrado como CV-37 o Eje del Turia.

## Trazado Actual
La CV-370 inicia su recorrido como carretera convencional en Villamarchante y recorre los términos municipales de esta población y Pedralba finalizando su recorrido en esta última población.
- Datos: Q5737621